# Сакмар (Венгрия)
Сакмар (венг. Szakmár) — посёлок(község) в медье Бач-Кишкун в Венгрии.

## История
Древние варианты названия — Зотмар (венг. Zothmar) и Затмар (венг. Zathmar). Изначально это были церковные земли; впервые эти места упоминаются в документе 1299 года, в 1414 году сюда были переселены крепостные. Сведений о том, что здесь было в годы турецкого правления, нет. После освобождения от турок, последовавшего в 1686 году, сюда постепенно начало мигрировать население.
Современный Сакмар берёт своё начало в 1831 году. В 1897 году была образована отдельная община.
На 1 января 2015 года в посёлке проживало 1194 человека.

## Население
| Год  | Численность | Численность |
| ---- | ----------- | ----------- |
| 2013 | 1237        | [ 2 ]       |
| 2014 | 1224        | [ 3 ]       |
| 2018 | 1213        | [ 4 ]       |
| 2021 | 1193        | [ 5 ]       |
| 2022 | 1092        | [ 6 ]       |
| 2023 | 1082        | [ 7 ]       |
| 2024 | 1062        | [ 1 ]       |